# Copris sinon
Copris sinon är en skalbaggsart som beskrevs av Olivier 1789. Copris sinon ingår i släktet Copris och familjen bladhorningar. Inga underarter finns listade i Catalogue of Life.